# Jamaikanische Badmintonmeisterschaft 1956
Die Jamaikanische Badmintonmeisterschaft 1956 fand in Kingston statt. Es war die neunte Austragung der nationalen Titelkämpfe im Badminton von Jamaika.

## Titelträger
| Disziplin    | Sieger                          |
| ------------ | ------------------------------- |
| Herreneinzel | Ian Veira                       |
| Dameneinzel  | Barbara Chang                   |
| Herrendoppel | Ronald Nasralla Richard Roberts |
| Damendoppel  | Sheila Snape Barbara Chang      |
| Mixed        | Danny DaCosta Joyce Nasralla    |